# Max Berg
Pour les articles homonymes, voir Berg.

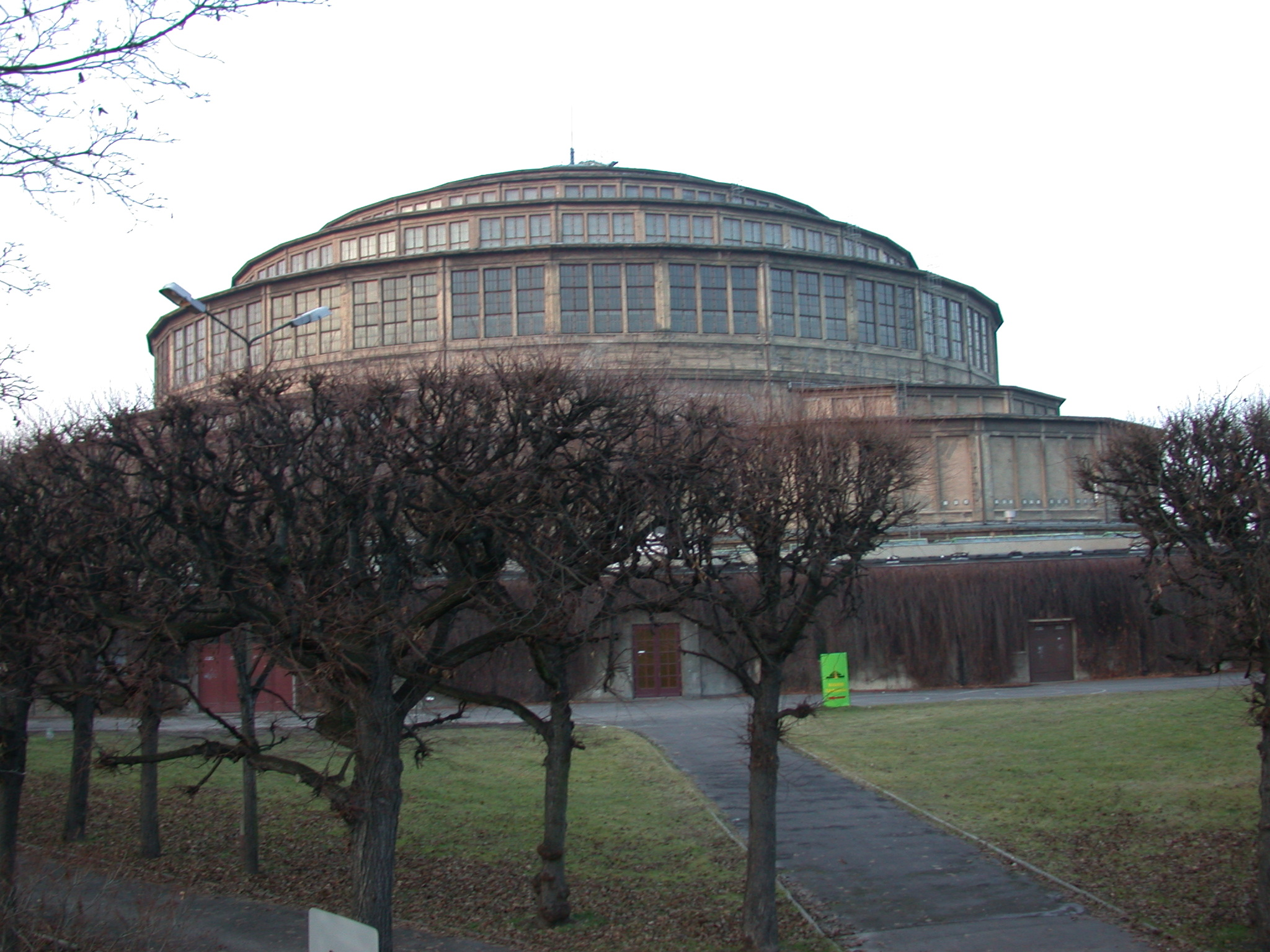
Halle du Centenaire à Wrocław.

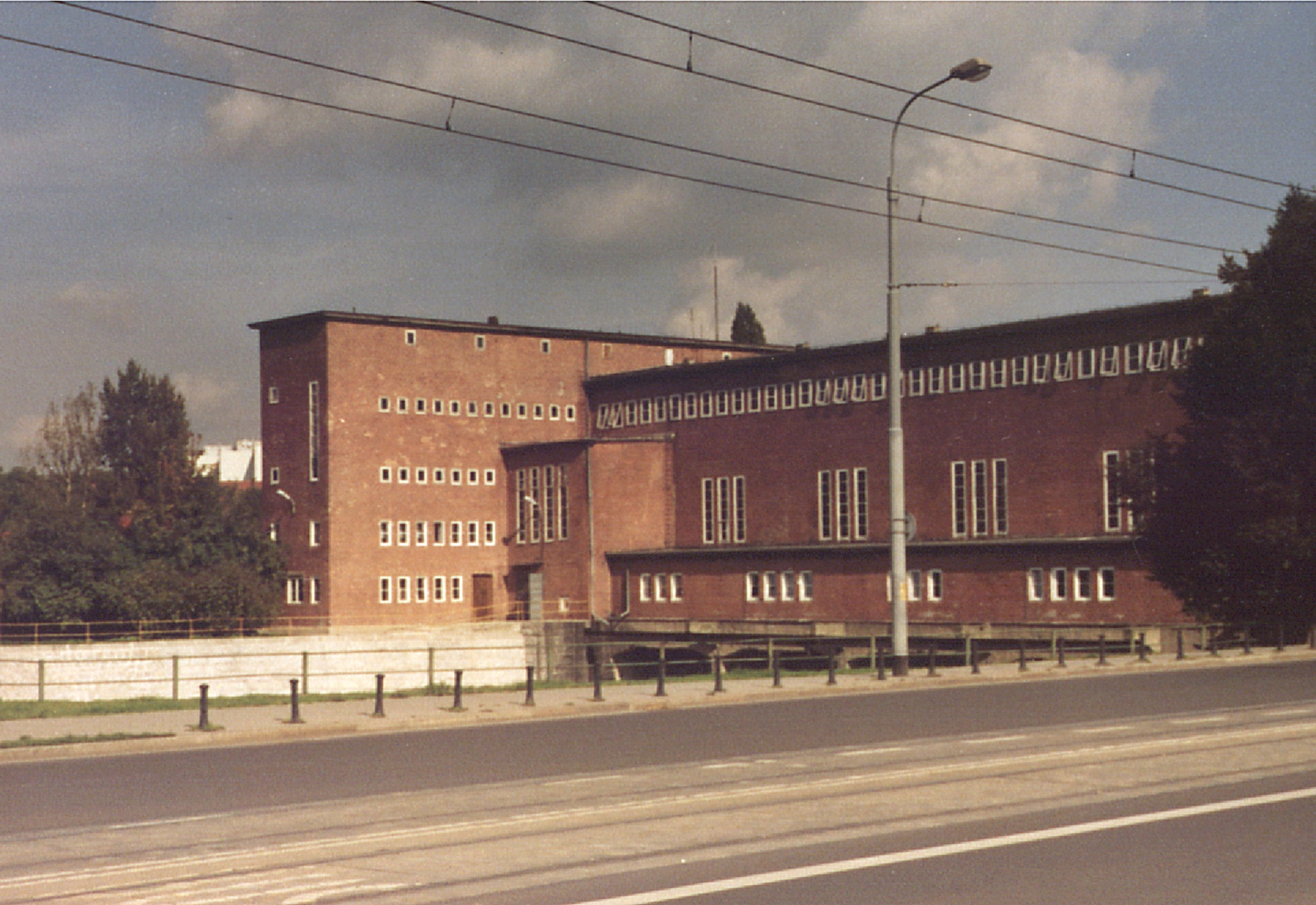
Station hydro-électrique sud à Wrocław, par Berg et Moshamer.

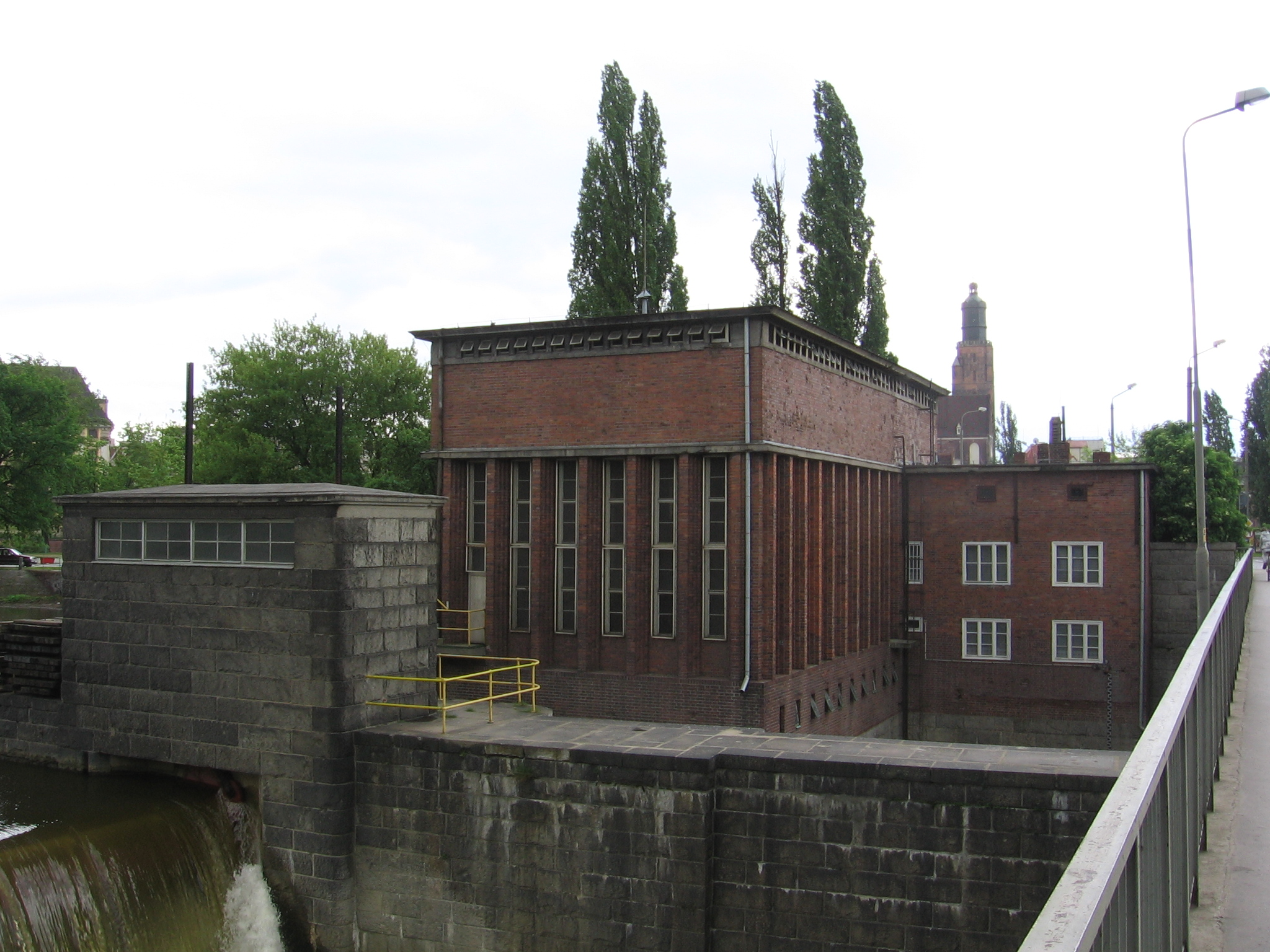
Station hydro-électrique nord à Wrocław, par Berg, Schreiber et Anders.

Max Berg, né le 17 avril 1870 à Stettin (à l'époque en Poméranie, Prusse) et mort le 2 janvier 1947 à Baden-Baden, est un architecte et urbaniste allemand. Son œuvre la plus significative est la Halle du Centenaire de Wrocław achevée en 1913.

## Biographie
Fils d'un professeur de lycée, Max Berg étudie à l'école technique de Charlottenburg de 1889 à 1893. Après son service militaire et le passage du second examen en 1898, il commence une carrière de fonctionnaire.
Il travaille comme inspecteur d'ouvrage à Francfort-sur-le-Main où il découvre les solutions d'urbanisme innovantes développées par Camillo Sitte. Max Berg est fasciné par le style gothique, et sous l'influence de l'expressionnisme, il supprime toutefois les extrêmes contrastes de masse au profit de constructions plus légères. Les œuvres tardives de Berg sont représentatives du style moderniste.
Il s'installe le 1er avril 1909 à Breslau (en polonais Wrocław) dont il est l'architecte municipal de 1909 à 1924 et le concepteur de l'urbanisme de la ville (1919-1920) en collaboration avec Richard Konwiarz (de) et Ludwig Moshamer (de)). Après la Première Guerre mondiale, il est candidat du Parti social-démocrate lors des élections au Reichstag.
En raison de conflits avec le conseil municipal, Berg fait une demande de retraite anticipée qui est acceptée le 20 janvier 1925. Retiré dans ses passions et intérêts privés, il s'installe à Berlin où il se consacre principalement à la théosophie et au mysticisme chrétien. Pendant la Seconde Guerre mondiale, il s'installe à Baden-Baden. Vers la fin de la guerre, il s'emploie à ce que Rome soit déclarée « ville ouverte ».

## Réalisations à Wrocław
Parmi les bâtiments qu'il a conçus dans la ville, on peut citer :
- La Halle du centenaire (en allemand : Jahrhunderthalle ; en polonais : Hala Stulecia) de Wrocław (1911-1913), la première construction de cette taille réalisée en béton armé (en collaboration avec l'ingénieur Günther Trauer et le professeur Heinrich Müller)
- L'établissement de bains situé 1, rue Marii Skłodowskiej-Curie, actuellement occupé par une succursale des restaurants Pizza Hut
- Les bâtiments de l'école rue S. Świstackiego
- Les pavillons d'expositions (détruits)
- Les stations hydro-électriques du nord et du sud sur l'Oder.

## Projets non réalisés
- projet pour la concours Grand Berlin en 1907
- Projet de gratte-ciel à Wrocław :
  - bâtiments jouxtant l'hôtel de ville
  - sur la place Powstańców Warszawy
  - rue Tęczowa et Prosta
- projet de reconstruction du centre de Zabrze en 1928.